# Parco nazionale Rohkunborri
Il parco nazionale Rohkunborri (in norvegese: Rohkunborri nasjonalpark, in sami settentrionale: Rohkunborri álbmotmeahcci) è un parco nazionale della Norvegia e comprende un'area di 57.133 ettari, situato nella contea di Troms, nei pressi del confine con la Svezia.

## Territorio

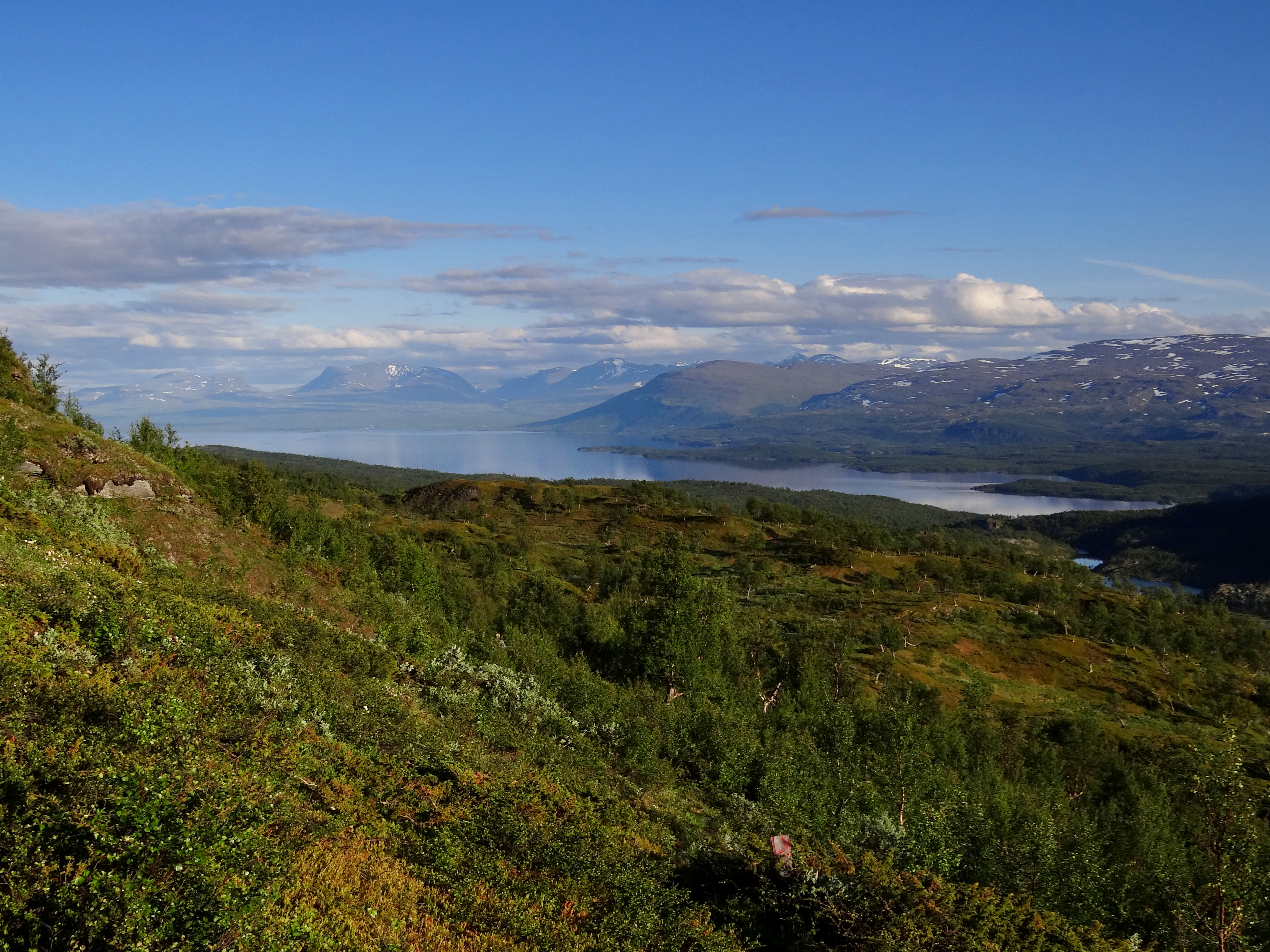
Il lago Torneträsk si trova nei pressi del parco, in territorio svedese.

Il parco, istituito nel 2011, si sviluppa nel territorio comunale di Bardu, nella Norvegia settentrionale, a circa 30 km a sud-est del paese di Setermoen e a 50 km a nord-est di Narvik.
Oltre il vicino confine svedese l'area protetta ha continuità con il parco nazionale Vadvetjåkka, istituito già nel 1920, mentre dista solo 10 km da un altro parco nazionale norvegese, il parco nazionale Øvre Dividal.
L'area protetta include la stretta valle di Sørdalen, il lago Geavdnjajávri e la montagna Rohkunborri (1659 m s.l.m.), che dà il nome al parco. I laghi Altevatnet e Leinavatn si trovano appena fuori dai confini del parco.
Il percorso escursionistico Nordkalottruta, che si estende per 800 km tra Karasjon e Sulitjelma, attraversa il parco.

## Flora
La vegetazione dell'area varia dalla foresta boreale, tipica delle altitudini minori, alla tundra sulle cime dei rilievi. Zone umide dalle caratteristiche vegetazioni sono presenti in corrispondenza di torbiere e di terreni ricchi di calcare.
Nel parco fiorisce il raro rododendro lappone (Rhododendron lapponicum).

## Fauna

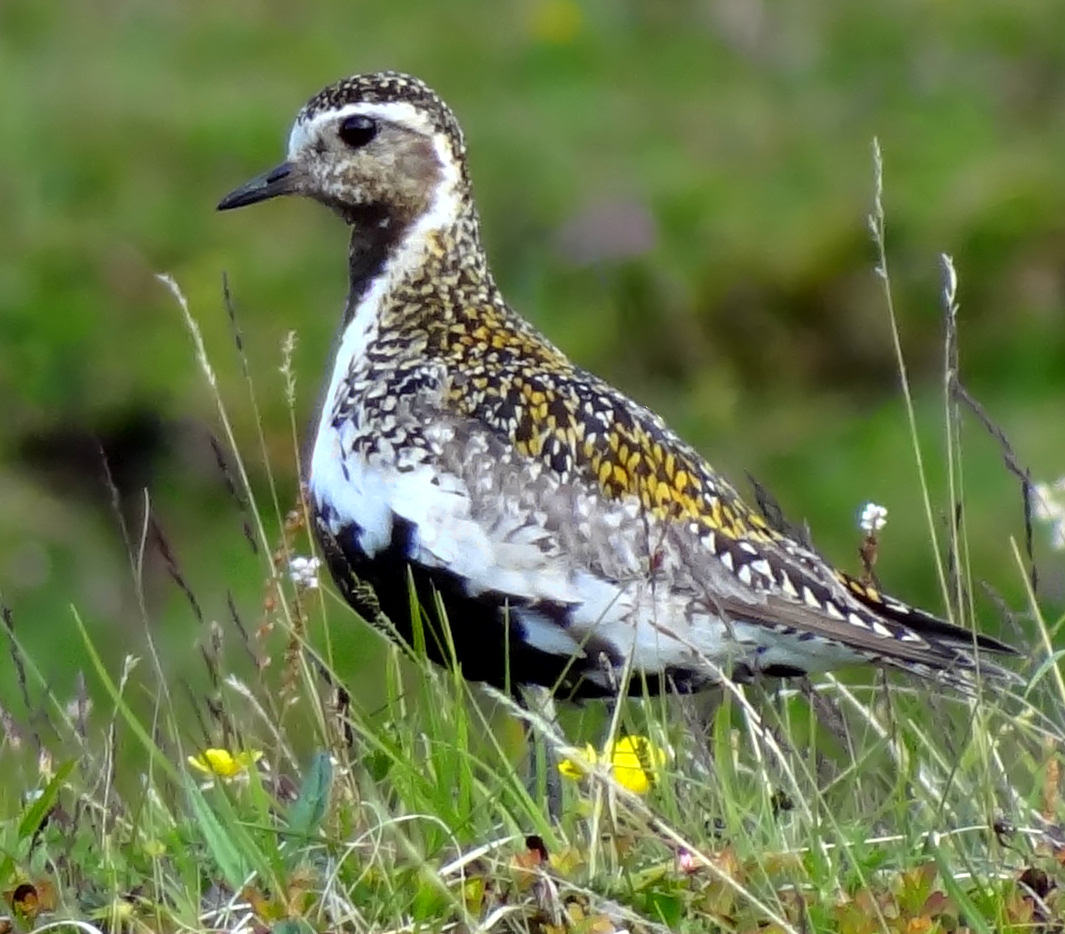
Un piviere dorato nel parco.

Il parco ospita diversi animali anche di grossa taglia, tra cui l'orso bruno, il ghiottone e la lince; mentre tra gli uccelli si menzionano il gufo delle nevi, il girifalco.
Le renne presenti nel parco sono per lo più appartenenti ad allevamenti allo stato brado delle popolazioni sami locali.
Saltuariamente si avvista anche la volpe artica, diffusa soprattutto in territorio svedese, ma si spera possa ripopolare anche il parco Rohkunborri.
I laghi nella parte orientale del parco ospitano il salmerino alpino.